# Berge Frondin
Berge eller Birger Frondin, född 1718, död den 25 maj 1783, var en svensk historiker och biblioteksman. 

## Biografi
Berge Frondin var son till Elias Frondin och Gunilla Rommel, och härstammade via farmodern Margaretha Rhalambia från Bureätten, eftersom hennes morfar var Samuel Andreæ Grubb. Systern var gift med Daniel Melanderhjelm
Frondin blev filosofie magister såsom primus vid Uppsala universitet 1743, docent 1745 i historia och politik, samt var 1747 vice och 1757 ordinarie bibliotekarie vid universitetsbiblioteket. Annerstedt har karakteriserat honom som "En begåfvad och kunnig om ock väl bekväm man". Frondin utgav 1747 partiskriften Om riksdagsmannarätt.
Frondin blev 1773 ledamot av Vitterhetsakademien och 1777 av Kungliga Vetenskaps-Societeten i Uppsala.
Hans första hustru, Helena Charlotta, var dotter till sjökapten Hajock, och hans andra hustru, Anna Sigrid, var dotter till kyrkoherden Johannes Trast. En dotter i första äktenskapet var gift med Jacob Axelsson Lindblom, och blev stammoder till adelsätten Lindersköld. Sonen Berge Frondin d.y. var akademisekreterare i Uppsala.